# Stazione di Sinheung (Daejeon)
La stazione di Sinheung (신흥역?, 新興 驛?) è una stazione della linea 1 della metropolitana di Daejeon, nella Corea del Sud.